# Warrenpoint Town
Der Warrenpoint Town Football Club ist ein nordirischer Fußballverein aus Warrenpoint.

## Geschichte
Der Verein wurde 1987 gegründet. Der Verein spielte zunächst unterklassig. 2010 folgte der Aufstieg in die dritte Liga. Bereits in der ersten Saison gelang ein erneuter Aufstieg in die NIFL Championship. 2013 setzte sich die Mannschaft in Relegationsaufstiegsspielen gegen Donegal Celtic durch und stieg auf. 2016 folgte ein Abstieg, bevor man im Folgejahr erneut aufstieg. Seit 2017 spielt die Mannschaft nun in der NIFL Premiership.

## Erfolge
- Nordirische Zweitligameisterschaft: 2016/17